# گولنت
گولنت (به انگلیسی: Golant) یک روستا در بریتانیا است که در St Sampson واقع شده‌است.